# Grampus griseus
El calderón gris, delfín gris o delfín de Risso (Grampus griseus) es una especie de cetáceo odontoceto de la familia Delphinidae. Su nombre científico significa en latín 'pez grande y gris'. Es un delfín de tamaño más bien grande (3,5 m de longitud máxima y 350 kg de peso) que se reconoce por su cabeza globosa y por las abundantes marcas alargadas de color blanco que, aunque parecen cicatrices, ya se encuentran presentes en los recién nacidos. A menudo, especialmente en los animales adultos, la coloración de la región cefálica es más clara que la del resto del cuerpo y, a distancia, algunos ejemplares pueden incluso llegar a parecer blancos. No es un pez, es un mamífero.

## Morfología
Su tamaño puede llegar a ser de entre 3,2 y 4,3 metros y su peso de 350 kilogramos, sin existir un marcado dimorfismo sexual. Al nacer puede medir entre 1,1 y 1,8 metros. Se aparea durante todo el año, preferiblemente en las estaciones de primavera y otoño. La gestación dura entre 12 y 14 meses; y la lactancia entre 12 y 20. Su color es gris pero las numerosas marcas y cicatrices blancas pueden hacerlo parecer de este color en la distancia. Estas cicatrices pueden deberse a luchas intraespecíficas o a marcas de calamares. No existe ninguna característica externa que permita distinguir a los dos sexos. Su cuerpo es robusto, particularmente en la base de la aleta dorsal, y la cabeza presenta un melón prominente que en su zona frontal está dividido en dos por la presencia de un surco que termina sobre el pequeño morro, apenas visible. La aleta dorsal es medianamente alta entre 35 y 40 centímetros; falciforme y está situada en el centro del cuerpo. Las aletas pectorales son largas y terminadas en punta.

## Hábitos
Se alimenta principalmente de calamares y esporádicamente de pequeños peces. Es un animal sociable que suele reunirse en grupos de entre 5 y 30 individuos. Forman subgrupos constituidos por individuos del mismo sexo o de similar edad, hembras con crías o inmaduros con machos adultos, pero la composición más común es de un adulto macho con entre 4 y 6 hembras y varios juveniles. Otro rasgo característico del calderón gris es que se asocia con otras especies de cetáceos, como la ballena gris, marsopa y orca aunque su compañía suele estar frecuentada por ejemplares de delfín mular, común o listado, con los que se han demostrado casos de hibridación, concretamente con el delfín mular en libertad y en cautiverio, y con el delfín listado en el mar de Alborán. Los calderones grises suelen ser tímidos, no se acercan ni siguen a las embarcaciones, aunque en ocasiones se asoman verticalmente para observar lo que ocurre a su alrededor. Producen una amplia gama de sonidos, tecleos de ecolocación y chillidos.

## Distribución
Es una especie pelágica que esta ampliamente distribuida por los mares tropicales, templados y subpolares de todo el planeta. Se encuentra en aguas oceánicas y continentales profundas, escarpadas, con taludes, cañones y fosas, en profundidades entre 200 y 2.000 metros donde localizan a uno de sus principales alimentos, el calamar. Su población es desigual y según los mares varía mucho en abundancia y distribución. Lo encontramos por todo el Atlántico peninsular y la cornisa cantábrica, siendo mayor su presencia en  Galicia. Es escaso en el Mediterráneo español y en las Islas Canarias. Su distribución se ve afectada por fenómenos naturales como El Niño, el cual provoca, en ocasiones, el desplazamiento de especies, y en otros casos la concentración de ejemplares.

## Amenazas
La intensa actividad humana en los mares del planeta podría llegar a poner en peligro esta especie, aunque por el momento no hay datos científicos suficientes para calificar su estado. Entre las actividades que suponen una amenaza contra los calderones, unas veces de forma accidental y otras de manera provocada, se puede destacar la contaminación acústica, provocada por el aumento del tráfico marítimo, las prospecciones petrolíferas, los radares y, especialmente, los sonares. Otro factor con una fuerte relevancia en la conservación de los calderones y de otros cetáceos es la contaminación procedente de organoclorados, metales pesados, pesticidas, DDT, mercurio, y la ingestión de plásticos, cuerdas y otros residuos, siendo su origen el vertido de residuos desde embarcaciones y desde la industria y poblaciones de la costa. Además, está la afección a su cadena alimenticia y la acumulación de contaminación en la grasa y órganos internos de estos cetáceos. También de gran importancia, especialmente en algunas zonas del planeta, son las pesquerías, ya que los calderones son cazados para consumo humano o como cebo para pescar. 
En Sri Lanka es la segunda especie en cantidad utilizada en la industria pesquera. Además, la pesca accidental con diferentes artes de pesca –jábega, arrastre, redes atuneras, redes de deriva, etc. –, causa la muerte de calderones. Otras factores que pudieran afectar al tamaño de sus poblaciones son la destrucción mecánica de fondos por el uso de artes de pesca de arrastre; la escasez de alimento por la sobreexplotación de caladeros; las colisiones con buques; el turismo de avistamientos de cetáceos, cuando se realiza sin precauciones para minimizar las molestias a los animales; y la captura de ejemplares para su exposición en acuarios.[cita requerida]
Todos los años se lleva a cabo una sangrienta masacre contra los delfines calderones en las islas Feroe en Dinamarca, en su paso por estas islas durante la época de apareamiento, Está tradición data de 1.200 años y se matan cerca de 1.000 a 2.500 calderones (capturas anuales han oscilado entre los 1.500 a 3.000 individuos).